# Batalla de Ostrovo
La batalla de Ostrovo (en búlgaro: Островска битка) ocurrió en 1041 cerca de Ostrovo, una zona cercana al lago del mismo nombre en el norte de la Grecia moderna. En 1040 Pedro Delyan encabezó un levantamiento contra los bizantinos y fue proclamado emperador de Bulgaria. Rápidamente ocupó las tierras de los Balcanes Occidentales, de Belgrado a Larisa, pero al año siguiente fue traicionado por su primo Alusian, que desertó del ejército y lo cegó. Aunque ciego, Pedro Delyan permaneció al mando y se reunió contra los bizantinos cerca de Ostrovo. La batalla en sí estaba clara, pero los búlgaros fueron derrotados principalmente con la ayuda de la Guardia varega. La suerte del jefe búlgaro también se desconoce; pudo haber perecido en la batalla. Como resultado de ello fue aplastada la sublevación y Bulgaria no se liberaría hasta 1185.